# Тадеуш Гайци
Тадѐуш Стефан Га̀йци (на полски: Tadeusz Stefan Gajcy) е полски военновременен поет и войник от Армия Крайова. Смятан е за втория по значимост поет от Колумбовото поколение след Кшищоф Бачински.

## Биография
Тадеуш Гайци е роден на 8 февруари 1922 г. във Варшава, в работническо семейство на Стефан и Ирена Гайци. Баща му е шлосер а майка му акушерка. Неговите предци по произход са от Унгария. В гимназията учи заедно с Войчех Ярузелски. След завършването и през 1941 г. учи полска филология във Варшавския университет. През 1942 г. е репортер в списание Но̀ва По̀лска-Вядомо̀шчи Цоджѐнне (Nowa Polska-Wiadomości Codzienne). В периода 1943 – 1944 г. е редактор на нелегалното литературно списание Щу̀ка и На̀руд (Sztuka i Naród). Постъпва в редиците на Армия Крайова и взема участие при бойните действия след избухването на Варшавското въстание. Загива на 16 август 1944 г. при улица Пшеязд или на 22 август 1944 г. при Арсенала.

## Творчество
Гайци прави своя поетичен дебют през 1942 г. с публикуването на стихотворението Вчорайшѐму (Wczorajszemu Архив на оригинала от 2014-04-19 в Wayback Machine.) в списание Щука и Наруд.
- Поетични сбирки:
  - Widma (Варшава, 1943 г.) (под псевдонима Карол Топорницки)
  - Grom powszedni (Варшава, 1944 г.) (под псевдонима Карол Топорницки)
- Посмъртни издания:
  - Utwory zebrane. Poezje i dramat „Homer i Orchidea" (Варшава, 1952 г.)
  - Utwory wybrane. Wiersze-Poematy-Proza, съставил Леслав Бартелски (Краков, 1968 г.)
  - Pisma. Juwenalia-Przekłady-Wiersze-Poematy-Dramat-Krytyka i publicystyka literacka-Varia, съставил Леслав Бартелски (Краков, 1980 г.)